# Rückstehungserklärung
Unter Rückstehungserklärung versteht man die Erklärung eines Gläubigers, dass dieser die Befriedigung seiner Ansprüche gegenüber dem Schuldner erst dann begehrt, wenn alle anderen Gläubiger befriedigt worden sind.
Rückstehungserklärungen sind vor allem bei der rechnerischen Prüfung der Überschuldung gemäß §67 Abs. 3 IO von Belang, da die Forderungen eines Gläubigers nicht zu berücksichtigen sind, wenn der Gläubiger eine Rückstehungserklärung abgibt und erklärt, dass er die Befriedigung seiner Forderungen erst nach Beseitigung eines negativen Eigenkapitals (§ 225 Abs. 1 UGB – vormals HGB) oder bei Liquidation erst nach Befriedigung aller anderen Gläubiger begehrt.
Mit einer Rückstehungserklärung erklärt der Gläubiger auch, dass aufgrund der nachrangigen Befriedigung seiner Ansprüche kein Insolvenzverfahren eröffnet zu werden braucht.
Weitere Bedeutung kann Rückstehungserklärungen im Sanierungsverfahren selbst zukommen, wenn ein Sanierungsplan (früher Zwangsausgleich) angestrebt wird.